# The Comforts of Madness
The Comforts of Madness est le premier album studio du groupe de rock indépendant britannique Pale Saints, sorti le 12 février 1990 sur le label 4AD. 
L'album a été classé par Pitchfork 21e meilleur album de shoegazing et par NME 45e meilleur album de l'année 1990 .
En 2020, à l'occasion des 30 ans de sa sortie, 4AD publie une version remastérisée de l'album comprenant des démos inédites et des enregistrements de Peel Sessions. La réédition paraît peu de temps après la mort de Vaughan Oliver qui avait conçu la pochette de l'album.